# Clermontia
Genre
Classification APG III (2009)
Clermontia est un genre de plantes à fleurs de la famille des Campanulaceae. Toutes ses espèces sont des arbustes endémiques d'Hawaï.

## Liste des espèces
Selon ITIS (24 août 2010) :
- Clermontia arborescens (H.Mann) Hillebr. (1888)
- Clermontia calophylla E.Wimm. (1943)
- Clermontia carinifera Levl.
- Clermontia clermontioides (Gaudich.) A.Heller (1896)
- Clermontia coerulea Hillebr.
- Clermontia drepanomorpha Rock (1913)
- Clermontia fauriei H.Lév. (1911)
- Clermontia fulva Levl.
- Clermontia grandiflora Gaudich. (1829)
- Clermontia hawaiiensis (Hillebr.) Rock (1913)
- Clermontia kakeana Meyen (1835)
- Clermontia kohalae Rock (1913)
- Clermontia × leptoclada Rock (1913)
- Clermontia lindseyana Rock (1962)
- Clermontia micrantha (Hillebr.) Rock (1919)
- Clermontia montis-loa Rock (1913)
- Clermontia multiflora Hillebr. (1888)
- Clermontia oblongifolia Gaudich. (1829)
- Clermontia pallida Hillebr. (1888)
- Clermontia parviflora Gaudich. ex A.Gray (1861)
- Clermontia peleana Rock (1913)
- Clermontia persicifolia Gaudich. (1829)
- Clermontia pyrularia Hillebr. (1888)
- Clermontia samuelii F.B.Forbes (1920)
- Clermontia tuberculata C.N.Forbes (1912)
- Clermontia waimeae Rock (1913)